# المعيشة المدعومة
تشير المعيشة المدعومة أو المعيشة الداعمة إلى مجموعة من الخدمات المصممة لمساعدة المواطنين المعوقين في الحفاظ على استقلالهم في مجتمعاتهم المحلية.

## في الولايات المتحدة الأمريكية
تم تعريف المعيشة المدعومة بطرق متنوعة في الولايات المتحدة، بما في ذلك التصور المبكر في نيويورك على أنه العيش في شقة متكاملة، وتعريف مبكر من قبل ولاية أوريغون:
«يُعرَّف العيش المدعوم بأنه امكانية عيش الأشخاص ذوو الإعاقة في المكان الذي يريدونه وبصحبة من يريدون، لطالما أرادوا، مع الدعم المستمر اللازم للحفاظ على هذا الاختيار.» 
«المعيشة المدعومة... بساطتها أنيقة. الشخص ذو الإعاقة الذي يحتاج إلى مساعدة منظمة ومموَّلة من القطاع العام على المدى الطويل، ويتحالف مع وكالة يكون دورها في ترتيب أو تقديم أي مساعدة ضرورية لكي يعيش الشخص في حياة كريمة. وتأمين منزل الشخص الخاص.»
كشكل من أشكال التنمية المجتمعية المعيشية، أصبح العيش المدعوم محددًا بمناهج معينة للخدمات والمجتمع، بما في ذلك المبادرات المنزلية الخاصة. تضمنت هذه الخدمات فهم «الدعم الرسمي» و «الدعم غير الرسمي» (وعلاقتهما)، والتغييرات من مقاربات «التفكير الجماعي» (على سبيل المثال، عشرة مرافق رعاية وسيطة كافية لـ 15 شخصًا)) إلى خدمات التخطيط التي تتم لـ، ومع الشخص «المستهدف أن تقدم له الخدمة». على سبيل المثال:
«تمثل الحياة الداعمة حركة داخل مجال الإعاقة الذهنية (والتنموية) لتقديم خدمات الدعم في الإسكان النظامي للبالغين ذوي الإعاقة. يمكن تقديم خدمات الدعم المباشر بواسطة موظفين مدفوعين، بما في ذلك رفقاء السكن في الغرف أو الجيران المدفوعون تم التعاقد معهم كموظفين. يمكن للمحترفين والأصدقاء والأسر وغيرهم من أفراد الدعم غير الرسمي مساعدة الأشخاص على العيش في حياتهم قد يتم ربط المعيشة المدعومة بحركة نحو سكن لائق وبأسعار معقولة ويمكن الوصول إليها.»
المعيشة المدعومة في الولايات المتحدة لها أصول معروفة متعددة، بما في ذلك:
- تطوير خدمة للمعيشة المجتمعية للأشخاص الذين يُعتبرون قادرين على العيش بشكل أكثر استقلالية (المعروف أيضًا باسم العيش شبه المستقل).[7][8]
- ونتيجة لمبادرة الإصلاح الرئيسية في الولايات المتحدة لتوفير المزيد من الخيارات، والمزيد من المنازل والشقق العادية للأشخاص الذين يعانون من «الإعاقة الشديدة». [3] [9]
- كجزء من الدراسات التنظيمية خلال تلك الفترة (برامجها ووكالاتها، وبعض النظم الإقليمية)، بما في ذلك الدعم الأسري للأطفال والمعيشة الداعمة للبالغين.[10][11]
- كإصلاح وتطوير الدولة لنهج المعيشة الداعم، بما في ذلك هياكل الخدمات الجديدة، وتطوير البرنامج والتمويل.[12][13]
- كمبادرة اتحادية لتحديد وتمويل المعيشة الداعمة (والخدمات والدعم، مثل الرعاية الشخصية، والعناية بالراحة، والتعديلات البيئية، وإدارة الحالات، والخدمات الروتينية، والخدمات المرافقة، والتمريض المهرة، ومدربين المعيشة الداعمة).[14][15]
- التطوير التنظيمي (على سبيل المثال، خدمات الدعم المتمركزة حول الفرد، والدعم الفردي والمرن).[16][17][18]
- كجزء من الحركة نحو الدعم المباشر للعاملين في الدعم المهني والمجتمعي في الولايات المتحدة ودول أخرى مثل كندا.[19][20]
- بصفتك والدًا و «مستخدم خدمة» لحسابات المعيشة والمنازل وخدمات الدعم المدعومة، وكشخص لديه ارتباط بجهود الدعوة الذاتية في الولايات المتحدة.[21][22]
- حسب النظر للعيش المستقل كحياة داعمة في المجتمع لـ«مجموعات سكانية خاصة» أو أشخاص «يُعتبرون بحاجة إلى أوضاع مؤسسية»، بما في ذلك دور رعاية المسنين.[23][24]

### تطور المفهوم
تطورت الحياة المدعومة أيضًا على خطوط اتجاه مختلفة في الولايات المتحدة، واشتمل اثنان منها على توسيع مفاهيم الحياة المجتمعية في نماذج المجتمع الجديدة للعضوية المجتمعية  للدعم والتمكين  للتحويل من مؤسسة إلى نموذج مجتمعي  وللتخطيط المرتكز على الفرد  ولتجديد المجتمع وتغيير نظام الخدمة إلى الإسكان والمساعدة الشخصية والدعم في حياة مجتمعية جيدة. كان العيش الداعم حليفًا للمعيشة المستقلة لضمان أن المجموعات السكانية الخاصة يمكنها أيضًا الحصول على فوائد خدمات ومفاهيم IL.

#### المشاركة المجتمعية
أولا، كانت المشاركة المجتمعية جزءا من اهتمامات القيادة (على سبيل المثال، التمويل الاتحادي، قادة الدولة، ومقدمي كالة والشبكات نشر المعرفة) وتهدف إلى مفهوم واسع لل«الحياة المجتمعية» على أساس المفاهيم والممارسات الناشئة في «المشاركة المجتمعية». ترتبط المعيشة المدعومة بمفاهيم الترفيه المتكامل، والتعليم الشامل مع الفرص المجتمعية، وعضوية المجتمع، وتقرير المصير، و«زرع البذور في المجتمع»، و «التركيز على الشخص»، والدعم الشخصي. نتج عن ذلك مشروعات مثل مشروع الفرص المجتمعية التابع لمجلس لويزيانا للنمو المعوق، والذي استند إلى أدوار وعلاقات مثل: أن يصبح بول عضوًا في الكنيسة، وعضو في النادي الصحي، وجارًا جيدًا، ومنتظمًا في مقهى "Fred's Country Western and cafe".